# Tomislav Marić
Tomislav Marić, hrvaški nogometaš, * 28. januar 1973.
Za hrvaško reprezentanco je odigral 11 uradnih tekem in dosegel dva gola.